# In Love for a While
Az In Love for a While (magyarul: Egy ideig szerelmesen) egy popdal, mely Svájcot képviselte a 2011-es Eurovíziós Dalfesztiválon Düsseldorfban. A dalt a svájci Anna Rossinelli adta elő angol nyelven.
A dal a 2010. december 11-én megrendezett Die große Entscheidungs Show elnevezésű svájci nemzeti döntőn nyerte el az indulási jogot. A nézők telefonos szavazatainak 23,93%-át begyűjtve végzett az első helyen a tizenkét fős mezőnyben.
A dalt az Eurovíziós Dalfesztiválon először a május 10-én rendezett első elődöntőben adták elő, a fellépési sorrendben nyolcadikként, az orosz Alexej Vorobjov Get You című dala után, és a grúz Eldrine együttes One More Day című dala előtt. Az elődöntőben 55 ponttal a tizedik helyen végzett, így továbbjutott a 14-i döntőbe. Svájc 2005 óta először tudott továbbjutni az elődöntőből, bár nem sokon múlott, hiszen egyetlen ponttal előzték meg az 54-54 ponttal végző Máltát és Örményországot.
A május 14-i döntőben a fellépési sorrendben tizenharmadikként adták elő, az olasz Raphael Gualazzi Follia d’amore (Madness of Love) című dala után és a brit Blue együttes I Can című dala előtt. A szavazás során 19 pontot szerzett, a legtöbb, tíz pontot az Egyesült Királyságtól begyűjtve. Ez az utolsó, huszonötödik helyet jelentette a huszonöt fős mezőnyben. Ez volt a hetedik alkalom a verseny történetében, hogy Svájc az utolsó helyen zárt.
A következő svájci induló a Sinplus együttes Unbreakable című dala volt a 2012-es Eurovíziós Dalfesztiválon.

## Slágerlistás helyezések
| Slágerlisták (2011) | Lh.* |
| ------------------- | ---- |
| Svájc               | 3    |

*Lh. = Legjobb helyezés.

## Lásd még
- Anna Rossinelli
- 2011-es Eurovíziós Dalfesztivál